# Narodnicy
Narodnicy (ros. народники) – działacze ruchu Narodnictwa (ros. народничество), walczącego na rzecz demokracji w Imperium Rosyjskim.

## Historia

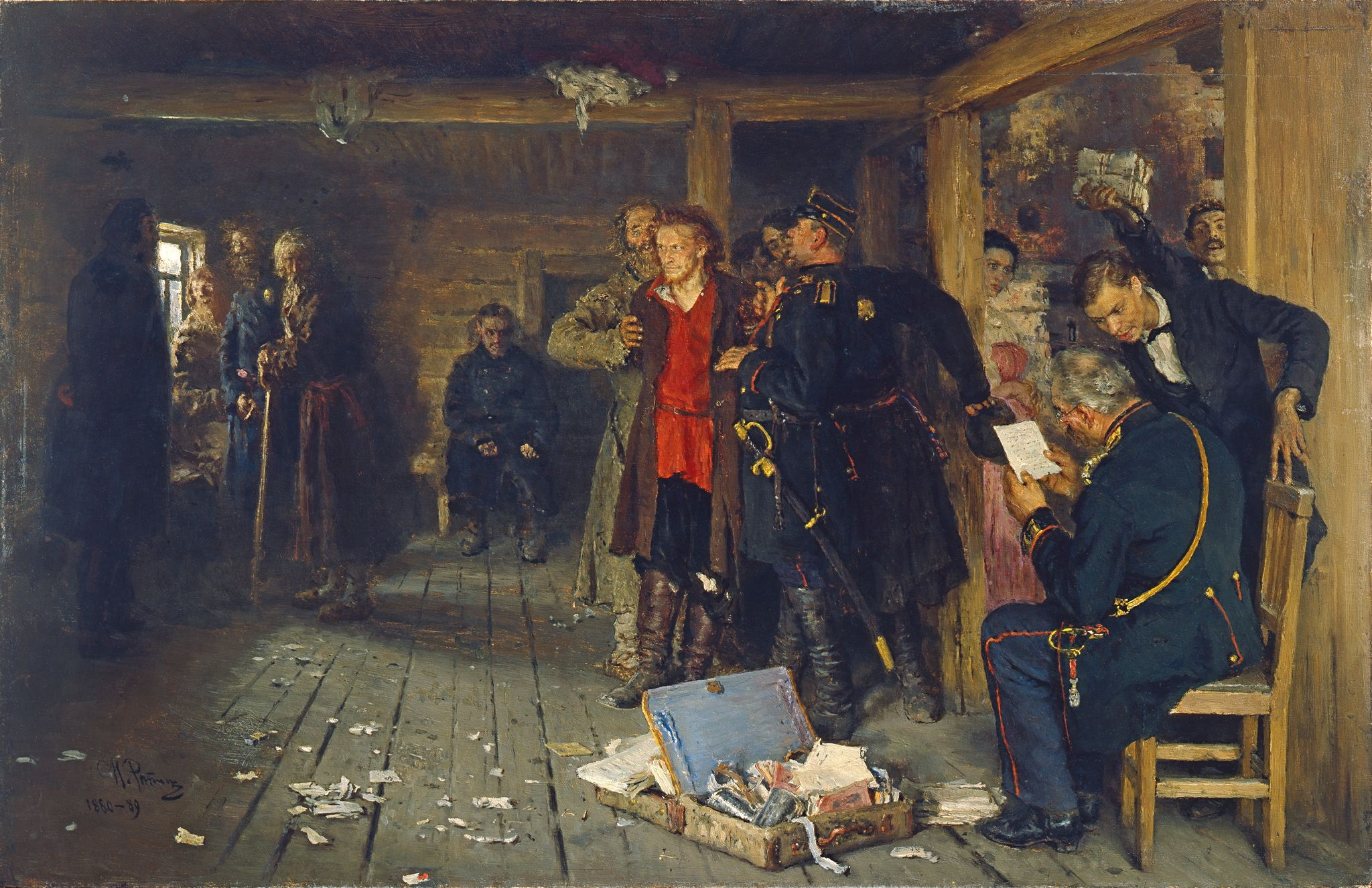
Aresztowanie agitatora autorstwa Ilji Riepina

Ideologia rewolucyjnego narodnictwa ukształtowała się w Rosji na przełomie lat sześćdziesiątych i siedemdziesiątych XIX wieku. Prekursorami tego ruchu byli Aleksandr Hercen, Nikołaj Ogariow, Nikołaj Czernyszewski i inni rewolucyjni demokraci. Głównymi ideologami narodnictwa byli Piotr Ławrow, Michaił Bakunin, Piotr Tkaczow. Ze względu na to, w jaki sposób rewolucyjni narodnicy zamierzali osiągnąć swe cele, można wśród nich wyróżnić trzy orientacje:
1. narodnicy propagandyści z Ławrowem na czele;
2. narodnicy anarchiści, których liderem był Bakunin;
3. narodnicy spiskowcy (blankiści), którym przewodził Tkaczow.

Narodnictwo było ideologią demokracji chłopskiej w Rosji, łączyło sprzeczne ze sobą elementy: utopizm socjalistyczny i realne potrzeby chłopów. Narodnicy wyznawali poglądy antyfeudalne, które łączyli z krytyką burżuazyjnego postępu, głosząc hasła przygotowania powstania chłopskiego, obalenia samodzierżawia (caratu) i wprowadzenia swoistej formy socjalizmu (tzw. socjalizmu agrarnego) w Imperium Rosyjskim, czego zalążkiem miała być wspólnota chłopska, tzw. obszczina.
Ideologia narodnicka przechodziła ewolucję: w latach 70. i do połowy 80. dominował kierunek głoszący ideę rewolucji agrarnej, następnie do 1895 kierunek reformistyczny (liberalne narodnictwo), domagający się odgórnych reform w interesie chłopów i upatrujący możliwość ich urzeczywistnienia w rzekomo ponadklasowym charakterze rosyjskiego absolutyzmu. Różnice dzielące poszczególne nurty w rewolucyjnym narodnictwie dotyczyły taktyki działania i oceny stopnia przygotowania ludu do rewolucji: zwolennicy Michaiła Bakunina liczyli na żywiołową rewolucyjność chłopstwa rosyjskiego, Piotra Ławrowa — kładli nacisk na przygotowanie rewolucji przez długotrwałe propagowanie postępowych idei, a Piotra Tkaczowa — widzieli drogę do zdobycia władzy w spiskowej organizacji rewolucyjnej mniejszości. W latach 1869–1879 w Rosji zaczęły powstawać kółka inteligenckie (należało do nich wielu Polaków), które prowadziły propagandę rewolucyjną, zwłaszcza wśród robotników, studentów i żołnierzy.

Narodnictwo szukało dla Rosji alternatywnych wobec Zachodu – określającego tu niejako normy ogólne – szans i dróg rozwoju historycznego. Jednak w przeciwieństwie do wcześniejszego słowianofilstwa nie traktowało Rosji jako dysponenta jakiejś odrębnej «substancji» narodowej, specyfiki historycznej, wymagającej jedynie pobudzenia i aktywizacji, i w świetle której wzorzec cywilizacyjny Europy jest partykularny, a w dodatku niższy od rosyjskiego, bardziej ograniczony oraz błędny w swych aspiracjach do uniwersalności. Rosja i Europa znajdują się – zgodnie z teorią narodnicką – na wspólnym szlaku historycznym zmierzającym do socjalizmu, choć na innych etapach tego szlaku

Ważnym współtwórcą idei narodnictwa był Nikołaj Michajłowski. Wpływowymi organizacjami narodników były tajne zrzeszenia rewolucyjne Ziemla i Wola, a po rozłamie Czornyj Pieriedieł i Narodna Wola.

### Narodnicy a sprawa polska
Choć narodnicy wykazywali się wyraźną postawą antynacjonalistyczną, to wielu popierało polskie dążenia niepodległościowego, a nawet uczestniczyło w działaniach skierowanych przeciwko rosyjskiej władzy zaborczej. Jedną z takich osób był Michaił Bakunin, który m.in. brał udział w przygotowaniach do powstania styczniowego. Natomiast Piotr Ławrow twierdził, że każda narodowość w określonych warunkach swej historii ma prawo do sympatii myślicieli i ludzi krytycznie patrzących na świat, o ile urzeczywistnia w formach cywilizacji dążenie do prawdy i sprawiedliwości. Często jakiś naród nie może rozwinąć postępowych pierwiastków w swej cywilizacji wskutek ucisku wywieranego nań przez inny, walka z którym pochłania wszystkie jego siły. Okazanie pomocy takiemu narodowi, zdaniem Ławrowa, leży więc w interesie postępu, a dążności zaborcze i szowinistyczne są apostępowe i należy je z całą siłą potępić. Godny podtrzymania jest natomiast prawdziwy patriotyzm, który pragnie uczynić swój naród nosicielem kultury, przesiąkniętej ideałami prawdy i sprawiedliwości.